# P. Ramlee
P. Ramlee (22 de março de 1929 - 29 de maio de 1973) foi um lendário ator, diretor, cantor, compositor e compositor malaio, amplamente considerado um dos maiores artistas da Malásia. Ele fez contribuições significativas para a indústria cinematográfica da Malásia, produzindo e estrelando inúmeros filmes icônicos. A versatilidade e o talento de P. Ramlee lhe renderam uma admiração duradoura e um lugar de destaque na história cultural da Malásia.

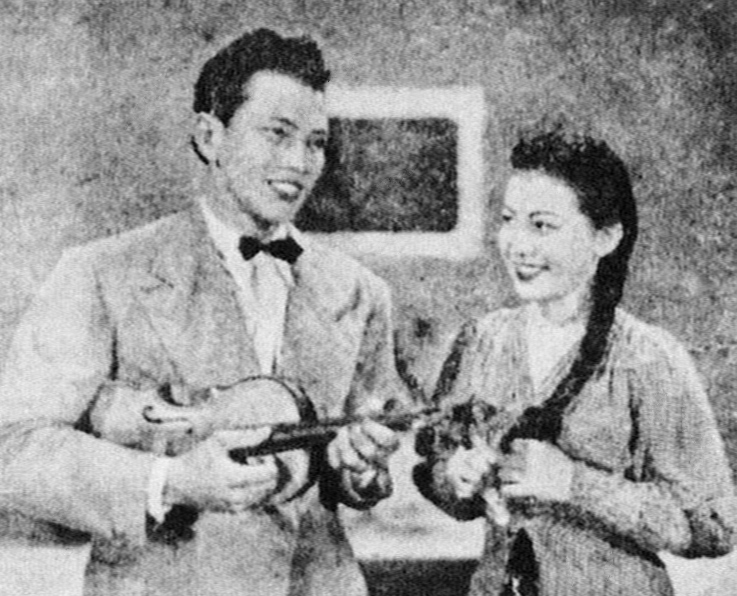
P. Ramlee e Kasma Booty

Em 1957, ele ganhou o prêmio de Melhor Ator no 4º Festival de Cinema da Ásia-Pacífico de Tóquio. Morreu de doença cardíaca em 29 de maio de 1973, aos 44 anos.

## Filmografia
1. Abu Hassan Penchuri (1955)
2. Ahmad Albab (1968)
3. Ali Baba Bujang Lapok (1961)
4. Aloha (1950)
5. Anak Bapak (1968)
6. Anak-ku Sazali (1956)
7. Anjoran Nasib (1952)
8. Antara Dua Darjat (1960)
9. Antara Senyum Dan Tangis (1952)
10. Bakti (1950)
11. Bujang Lapok (1957)
12. Bukan Salah Ibu Mengandung' (1969)
13. Chinta (1948)
14. Dajal Suchi (1965)
15. Di Belakang Tabir (1969)
16. Do Re Mi (1966)
17. Doktor Rushdi (1970)
18. Enam Jahanam (1969)
19. Gelora (1970)
20. Gerimis (1968)
21. Hang Tuah (1956)
22. Hujan Panas (1953)
23. Ibu / Mother (1953)
24. Ibu Mertua-ku (1962)
25. Jangan Tinggal Daku (1971)
26. Juwita (1951)
27. Kanchan Tirana (1969)
28. Keluarga 69 (1967)
29. Labu Dan Labi (1962)
30. Laksemana Do Re Mi (1972)
31. Love Parade (1963)
32. Madu Tiga (1964)
33. Masam Masam Manis (1965)
34. Melanchong Ke Tokyo (1964)
35. Merana (1954)
36. Miskin (1952)
37. Musang Berjanggut (1959)
38. Nasib (1949)
39. Nasib Do Re Mi (1966)
40. Nasib Si Labu Labi (1963)
41. Nilam (1949)
42. Noor Asmara (1949)
43. Nujum Pak Belalang (1959)
44. Pancha Delima (1957)
45. Panggilan Pulau (1954)
46. Patah Hati (1952)
47. Penarek Becha (1955)
48. Pendekar Bujang Lapok (1959)
49. Penghidupan (1951)
50. Perjodohan (1954)
51. Putus Harapan (1953)
52. Putus Sudah Kaseh Sayang (1971)
53. Rachun Dunia (1950)
54. Ragam P Ramlee & Damaq (1964)
55. Sabarudin Tukang Kasut (1966)
56. Se Merah Padi (1956)
57. Sedarah (1952)
58. Sejoli (1951)
59. Seniman Bujang Lapok (1961)
60. Sergeant Hassan (1958)
61. Sesudah Suboh (1967)
62. Siapa Salah (1953)
63. Sitora Harimau Jadian (1964)
64. Sumpah Orang Minyak (1958)
65. Takdir Illahi (1950)
66. Tiga Abdul (1964)